# Francesca Madriguera Rodon
Francesca Paquita Madriguera Rodon (Igualada, 24 de septiembre del 1900 - Montevideo, 2 de noviembre de 1965) fue una pianista y compositora española.

## Biografía
Nació en una casa de la calle Sant Magí, de Igualada, hija de Enric Madriguera Haase y Francesca Rodon Canudas, y hermana del también compositor Enric Madriguera. A los tres años ya empezó el estudio del piano bajo la dirección de su madre. En Barcelona tomó lecciones con Frank Marshal King, quien la presentó a Enrique Granados, quien la consideró por siempre su alumna predilecta. Posteriormente residió en París, donde fue alumna de Isidor Philipp.
A los cinco años ofreció su primer concierto en un concurso del Centro Autonomista de Sant Gervasi, donde obtuvo el primer premio. Con once años triunfó en el Palacio de la Música Catalana en un recital de obras propias. Después de un ciclo de conciertos en Madrid —en la Sala Navas, en el Ateneo, en el Casino y en el Palacio Real—, el 1913 debutó en el Royal Albert Hall londinense, con un concierto dedicado a la cantante barcelonesa María Barrientos. Un año más tarde fue con el Orfeón Catalán a París y a Londres. En junio de 1915 embarcó hacia Nueva York con un contrato y vivió en los Estados Unidos entre los años 1915 y 1919, residiendo junto con su madre con la catalana Anaïs Nin, época en la que grabó un gran número de rollos de pianola. Realizó conciertos en los Estados Unidos y en algunos países de América del Sur.
Actuó en Igualada el 26 de septiembre de 1918, en el Círculo Mercantil. En ese momento ya había escrito 35 composiciones. El 27 de abril de 1922 se casó con el uruguayo Arturo Puig Matho, diputado y director del diario La Democracia, fue entonces cuando Paquita Madriguera abandonó la música.
Cuando quedó viuda (1933), reapareció más tarde en Barcelona, como solista, con la Orquesta Pau Casals. Se volvió a casar con el guitarrista Andrés Segovia en el año 1936, con quien tuvo dos hijos, Carlos Andrés y Beatriz. Vivieron en Suiza, en Barcelona y, por causa de la guerra civil —su casa fue saqueada después de su pertenencia—, en Italia y finalmente en Montevideo (1937), dónde Paquita Madriguera tenía propiedades que provenían de su primer matrimonio. En la capital de Uruguay se deshizo la unión con Segovia y éste se fue a Nueva York (1943).
Mario Castelnuovo-Tedesco (1895-1968) les dedicó la Fantasía para guitarra y piano (1950), una composición en dos movimientos, en un homenaje conjunto a ella y a Segovia. El año 1953 se le hizo un homenaje en su ciudad natal. En la actualidad (2005), el Ayuntamiento de Igualada junto con la escuela municipal de música, en el marco de los premios Ciudad de Igualada, convocan el Premio Madriguera, de composición musical para jóvenes orquestas. El archivo histórico de esta ciudad conserva también un pequeño fondo Madriguera de entre 1900 y 1930.

## Obras
- Aleluya (1944), canción, música y letra de Paquita Madriguera. De la colección Tres romancillos[5]
- L'aplec de l'ermita
- Atalaya, para piano y canto
- La boda india, para piano y canto
- El canto del grillo, para piano y canto
- Capvespre d'estiu, para piano y canto
- The Cuckoo
- Enyorant en Patufet, para piano y canto (1915)
- Enyorant la meva terra, para piano y canto
- Humorada, para guitarra
- La niña de marfil (1947), canción, música y letra de Paquita Madriguera. De la colección Tres romancillos
- Non, non, para piano y canto
- Pastoral, para piano y canto
- Dansa del sàtir i les nimfes
- Caravana
- El petit regiment, para piano y canto
- Romancillo (1944), canción dedicada a Conxita Badia, música y letra de Paquita Madriguera
- Se fue el día de mi corazón (1944), canción, música y letra de Paquita Madriguera. De la colección Tres romancillos
- Serenade (entre 1913 i 1932), para piano
- Serenata aragonesa, para piano i cant
- Tres romancillos